# Stephen A. Douglas
Stephen A. Douglas (Brandon, 1813. április 23. – Chicago, 1861. június 3.) az Amerikai Egyesült Államok szenátora (Illinois, 1847–1861).